# Liste der Olympiasieger im Kanusport/Medaillengewinner
Diese Liste ist Teil der Liste der Olympiasieger im Kanusport. Sie führt sämtliche Medaillengewinner in den Kanusportwettbewerben bei Olympischen Sommerspielen auf. Gegliedert ist sie nach Disziplinen des Kanurennsports und des Kanuslaloms sowie nach aktuellen und ehemaligen Disziplinen.

## Kanurennsport

### Aktuelle Disziplinen

#### Einer-Kajak 1000 m
| Olympia | Gold                  | Silber                | Bronze             |
| ------- | --------------------- | --------------------- | ------------------ |
| 1936    | Gregor Hradetzky      | Helmut Cämmerer       | Jaap Kraaier       |
| 1948    | Gert Fredriksson      | Frederik Andersen     | Henri Eberhardt    |
| 1952    | Gert Fredriksson      | Thorvald Strömberg    | Louis Gantois      |
| 1956    | Gert Fredriksson      | Igor Pissarew         | Lajos Kiss         |
| 1960    | Erik Hansen           | Imre Szöllősi         | Gert Fredriksson   |
| 1964    | Rolf Peterson         | Mihály Hesz           | Aurel Vernescu     |
| 1968    | Mihály Hesz           | Oleksandr Schaparenko | Erik Hansen        |
| 1972    | Oleksandr Schaparenko | Rolf Peterson         | Géza Csapó         |
| 1976    | Rüdiger Helm          | Géza Csapó            | Vasile Dîba        |
| 1980    | Rüdiger Helm          | Alain Lebas           | Ion Bîrlădeanu     |
| 1984    | Alan Thompson         | Milan Janić           | Gregory Barton     |
| 1988    | Gregory Barton        | Grant Davies          | André Wohllebe     |
| 1992    | Clint Robinson        | Knut Holmann          | Gregory Barton     |
| 1996    | Knut Holmann          | Beniamino Bonomi      | Clint Robinson     |
| 2000    | Knut Holmann          | Petar Merkow          | Tim Brabants       |
| 2004    | Eirik Verås Larsen    | Ben Fouhy             | Adam van Koeverden |
| 2008    | Tim Brabants          | Eirik Verås Larsen    | Ken Wallace        |
| 2012    | Eirik Verås Larsen    | Adam van Koeverden    | Max Hoff           |
| 2016    | Marcus Walz           | Josef Dostál          | Roman Anoschkin    |
| 2020    | Bálint Kopasz         | Ádám Varga            | Fernando Pimenta   |
| 2024    | Josef Dostál          | Ádám Varga            | Bálint Kopasz      |

#### Zweier-Kajak 500 m
| Olympia                             | Gold                                                   | Silber                                           | Bronze                                          |
| ----------------------------------- | ------------------------------------------------------ | ------------------------------------------------ | ----------------------------------------------- |
| 1976                                | DDR Joachim Mattern Bernd Olbricht                     | Sowjetunion Serhij Nahornyj Uladsimir Ramanouski | Rumänien Larion Serghei Policarp Malîhin        |
| 1980                                | Sowjetunion Uladsimir Parfjanowitsch Sergei Tschuchrai | Spanien Herminio Menéndez Guillermo del Riego    | DDR Rüdiger Helm Bernd Olbricht                 |
| 1984                                | Neuseeland Ian Ferguson Paul MacDonald                 | Schweden Per-Inge Bengtsson Lars-Erik Moberg     | Kanada Hugh Fisher Alwyn Morris                 |
| 1988                                | Neuseeland Ian Ferguson Paul MacDonald                 | Sowjetunion Wiktor Denissow Ihor Nahajew         | Ungarn Attila Ábrahám Ferenc Csipes             |
| 1992                                | Deutschland Kay Bluhm Torsten Gutsche                  | Polen Maciej Freimut Wojciech Kurpiewski         | Italien Bruno Dreossi Antonio Rossi             |
| 1996                                | Deutschland Kay Bluhm Torsten Gutsche                  | Italien Beniamino Bonomi Daniele Scarpa          | Australien Andrew Trim Daniel Collins           |
| 2000                                | Ungarn Zoltán Kammerer Botond Storcz                   | Australien Andrew Trim Daniel Collins            | Deutschland Ronald Rauhe Tim Wieskötter         |
| 2004                                | Deutschland Ronald Rauhe Tim Wieskötter                | Australien Clint Robinson Nathan Baggaley        | Belarus Raman Petruschenka Wadsim Machneu       |
| 2008                                | Spanien Saúl Craviotto Carlos Pérez                    | Deutschland Ronald Rauhe Tim Wieskötter          | Belarus Raman Petruschenka Wadsim Machneu       |
| von 2012 bis 2020 nicht ausgetragen |                                                        |                                                  |                                                 |
| 2024                                | Deutschland Jacob Schopf Max Lemke                     | Ungarn Bence Nádas Sándor Tótka                  | Australien Jean van der Westhuyzen Thomas Green |

#### Vierer-Kajak 500 m
| Olympia | Gold                                                             | Silber                                                                             | Bronze                                                            |
| ------- | ---------------------------------------------------------------- | ---------------------------------------------------------------------------------- | ----------------------------------------------------------------- |
| 2020    | Deutschland Max Rendschmidt Ronald Rauhe Tom Liebscher Max Lemke | Spanien Saúl Craviotto Marcus Walz Carlos Arévalo Rodrigo Germade                  | Slowakei Samuel Baláž Denis Myšák Erik Vlček Adam Botek           |
| 2024    | Deutschland Max Rendschmidt Ronald Rauhe Tom Liebscher Max Lemke | Australien Riley Fitzsimmons Pierre van der Westhuyzen Jackson Collins Noah Havard | Spanien Saúl Craviotto Carlos Arévalo Marcus Walz Rodrigo Germade |

#### Einer-Canadier 1000 m
| Olympia | Gold              | Silber             | Bronze                 |
| ------- | ----------------- | ------------------ | ---------------------- |
| 1936    | Frank Amyot       | Bohuslav Karlík    | Erich Koschik          |
| 1948    | Josef Holeček     | Douglas Bennett    | Robert Boutigny        |
| 1952    | Josef Holeček     | János Parti        | Olavi Ojanperä         |
| 1956    | Leon Rotman       | István Hernek      | Gennadi Bucharin       |
| 1960    | János Parti       | Alexander Silajew  | Leon Rotman            |
| 1964    | Jürgen Eschert    | Andrei Igorov      | Jewgeni Penjajew       |
| 1968    | Tibor Tatai       | Detlef Lewe        | Witali Galkow          |
| 1972    | Ivan Patzaichin   | Tamás Wichmann     | Detlef Lewe            |
| 1976    | Matija Ljubek     | Wassyl Jurtschenko | Tamás Wichmann         |
| 1980    | Ljubomir Ljubenow | Serhij Postrjechin | Eckhard Leue           |
| 1984    | Ulrich Eicke      | Larry Cain         | Henning Lynge Jakobsen |
| 1988    | Ivans Klementjevs | Jörg Schmidt       | Nikolaj Buchalow       |
| 1992    | Nikolaj Buchalow  | Ivans Klementjevs  | György Zala            |
| 1996    | Martin Doktor     | Ivans Klementjevs  | György Zala            |
| 2000    | Andreas Dittmer   | Ledis Balceiro     | Steve Giles            |
| 2004    | David Cal         | Andreas Dittmer    | Attila Vajda           |
| 2008    | Attila Vajda      | David Cal          | Thomas Hall            |
| 2012    | Sebastian Brendel | David Cal          | Mark Oldershaw         |
| 2016    | Sebastian Brendel | Isaquias Queiroz   | Ilja Schtokalow        |
| 2020    | Isaquias Queiroz  | Liu Hao            | Serghei Tarnovschi     |
| 2024    | Martin Fuksa      | Isaquias Queiroz   | Serghei Tarnovschi     |

#### Zweier-Canadier 500 m
| Olympia                             | Gold                                                      | Silber                                     | Bronze                                          |
| ----------------------------------- | --------------------------------------------------------- | ------------------------------------------ | ----------------------------------------------- |
| 1976                                | Sowjetunion Serhij Petrenko Alexander Winogradow          | Polen Andrzej Gronowicz Jerzy Opara        | Ungarn Tamás Buday Oszkár Frey                  |
| 1980                                | Ungarn László Foltán István Vaskuti                       | Rumänien Ivan Patzaichin Petre Capusta     | Bulgarien Borislaw Ananiew Nikolai Ilkow        |
| 1984                                | Jugoslawien Matija Ljubek Mirko Nišović                   | Rumänien Ivan Patzaichin Toma Simionov     | Spanien Enrique Míguez Narciso Suárez           |
| 1988                                | Sowjetunion Victor Reneischi Nicolae Juravschi            | Polen Marek Dopierała Marek Łbik           | Frankreich Philippe Renaud Joël Bettin          |
| 1992                                | Vereintes Team Dsmitryj Douhaljonok Aljaksandr Massjajkou | Deutschland Ulrich Papke Ingo Spelly       | Bulgarien Martin Marinow Blagowest Stojanow     |
| 1996                                | Ungarn György Kolonics Csaba Horváth                      | Moldau Victor Reneischi Nicolae Juravschi  | Rumänien Grigore Obreja Gheorghe Andriev        |
| 2000                                | Ungarn Ferenc Novák Imre Pulai                            | Polen Daniel Jędraszko Paweł Baraszkiewicz | Rumänien Mitică Pricop Florin Popescu           |
| 2004                                | China Meng Guanliang Yang Wenjun                          | Kuba Ibrahim Rojas Ledis Balceiro          | Russland Alexander Kostoglod Alexander Kowaljow |
| 2008                                | China Meng Guanliang Yang Wenjun                          | Russland Sergei Ulegin Alexander Kostoglod | Deutschland Christian Gille Tomasz Wylenzek     |
| von 2012 bis 2020 nicht ausgetragen |                                                           |                                            |                                                 |
| 2024                                | China Liu Hao Ji Bowen                                    | Italien Gabriele Casadei Carlo Tacchini    | Spanien Joan Antoni Moreno Diego Domínguez      |

### Ehemalige Disziplinen

#### Einer-Kajak 200 m
| Olympia | Gold         | Silber          | Bronze                      |
| ------- | ------------ | --------------- | --------------------------- |
| 2012    | Ed McKeever  | Saúl Craviotto  | Mark de Jonge               |
| 2016    | Liam Heath   | Maxime Beaumont | Saúl Craviotto Ronald Rauhe |
| 2020    | Sándor Tótka | Manfredi Rizza  | Liam Heath                  |

#### Einer-Kajak 500 m
| Olympia | Gold                     | Silber             | Bronze           |
| ------- | ------------------------ | ------------------ | ---------------- |
| 1976    | Vasile Dîba              | Zoltán Sztanity    | Rüdiger Helm     |
| 1980    | Uladsimir Parfjanowitsch | John Sumegi        | Vasile Dîba      |
| 1984    | Ian Ferguson             | Lars-Erik Moberg   | Bernard Brégeon  |
| 1988    | Zsolt Gyulay             | Andreas Stähle     | Paul MacDonald   |
| 1992    | Mikko Kolehmainen        | Zsolt Gyulay       | Knut Holmann     |
| 1996    | Antonio Rossi            | Knut Holmann       | Piotr Markiewicz |
| 2000    | Knut Holmann             | Petar Merkow       | Michael Kolganov |
| 2004    | Adam van Koeverden       | Nathan Baggaley    | Ian Wynne        |
| 2008    | Ken Wallace              | Adam van Koeverden | Tim Brabants     |

#### Einer-Kajak 10.000 m
| Olympia | Gold               | Silber             | Bronze         |
| ------- | ------------------ | ------------------ | -------------- |
| 1936    | Ernst Krebs        | Fritz Landertinger | Ernest Riedel  |
| 1948    | Gert Fredriksson   | Kurt Wires         | Eivind Skabo   |
| 1952    | Thorvald Strömberg | Gert Fredriksson   | Michel Scheuer |
| 1956    | Gert Fredriksson   | Ferenc Hatlaczky   | Michel Scheuer |

#### Einer-Kajak (Faltboot) 10.000 m
| Olympia | Gold             | Silber          | Bronze        |
| ------- | ---------------- | --------------- | ------------- |
| 1936    | Gregor Hradetzky | Henri Eberhardt | Xaver Hörmann |

#### Zweier-Kajak 200 m
| Olympia | Gold                                          | Silber                                    | Bronze                                     |
| ------- | --------------------------------------------- | ----------------------------------------- | ------------------------------------------ |
| 2012    | Russland Juri Postrigai Alexander Djatschenko | Belarus Raman Petruschenka Wadsim Machneu | Großbritannien Liam Heath Jon Schofield    |
| 2016    | Spanien Saúl Craviotto Cristian Toro          | Großbritannien Liam Heath Jon Schofield   | Litauen Aurimas Lankas Edvinas Ramanauskas |

#### Zweier-Kajak 1000 m
| Olympia | Gold                                                   | Silber                                         | Bronze                                          |
| ------- | ------------------------------------------------------ | ---------------------------------------------- | ----------------------------------------------- |
| 1936    | Österreich Adolf Kainz Alfons Dorfner                  | Deutsches Reich Ewald Tilker Fritz Bondroit    | Niederlande Nicolaas Tates Wim van der Kroft    |
| 1948    | Schweden Hans Berglund Lennart Klingström              | Dänemark Ejvind Hansen Bernhard Jensen         | Finnland Ture Axelsson Nils Björklöf            |
| 1952    | Finnland Kurt Wires Yrjö Hietanen                      | Schweden Lars Glassér Ingemar Hedberg          | Österreich Max Raub Herbert Wiedermann          |
| 1956    | Deutschland Michel Scheuer Meinrad Miltenberger        | Sowjetunion Mihhail Kaaleste Anatoli Demitkow  | Österreich Max Raub Herbert Wiedermann          |
| 1960    | Schweden Gert Fredriksson Sven-Olov Sjödelius          | Ungarn András Szente György Mészáros           | Polen Stefan Kapłaniak Władysław Zieliński      |
| 1964    | Schweden Sven-Olov Sjödelius Gunnar Utterberg          | Niederlande Antonius Geurts Paul Hoekstra      | Deutschland Heinz Büker Holger Zander           |
| 1968    | Sowjetunion Oleksandr Schaparenko Wolodymyr Morosow    | Ungarn Csaba Giczy István Timár                | Österreich Gerhard Seibold Günther Pfaff        |
| 1972    | Sowjetunion Mikalaj Harbatschou Wiktor Kratassiuki     | Ungarn József Deme János Rátkai                | Polen Władysław Szuszkiewicz Rafał Piszcz       |
| 1976    | Sowjetunion Serhij Nahornyj Uladsimir Ramanouski       | DDR Joachim Mattern Bernd Olbricht             | Ungarn Zoltán Bakó István Szabó                 |
| 1980    | Sowjetunion Uladsimir Parfjanowitsch Sergei Tschuchrai | Ungarn István Szabó István Joós                | Spanien Luis Gregorio Ramos Herminio Menéndez   |
| 1984    | Kanada Hugh Fisher Alwyn Morris                        | Frankreich Bernard Brégeon Patrick Lefoulon    | Australien Barry Kelly Grant Kenny              |
| 1988    | Vereinigte Staaten Gregory Barton Norman Bellingham    | Neuseeland Ian Ferguson Paul MacDonald         | Australien Peter Foster Kelvin Graham           |
| 1992    | Deutschland Kay Bluhm Torsten Gutsche                  | Schweden Karl Sundqvist Gunnar Olsson          | Polen Grzegorz Kotowicz Dariusz Białkowski      |
| 1996    | Italien Daniele Scarpa Antonio Rossi                   | Deutschland Kay Bluhm Torsten Gutsche          | Bulgarien Andrian Duschew Milko Kasanow         |
| 2000    | Italien Antonio Rossi Beniamino Bonomi                 | Schweden Markus Oscarsson Henrik Nilsson       | Ungarn Krisztián Bártfai Krisztián Veréb        |
| 2004    | Schweden Markus Oscarsson Henrik Nilsson               | Italien Antonio Rossi Beniamino Bonomi         | Norwegen Eirik Verås Larsen Nils Olav Fjeldheim |
| 2008    | Deutschland Martin Hollstein Andreas Ihle              | Dänemark Kim Wraae Knudsen René Holten Poulsen | Italien Andrea Facchin Antonio Scaduto          |
| 2012    | Ungarn Rudolf Dombi Roland Kökény                      | Portugal Fernando Pimenta Emanuel Silva        | Deutschland Martin Hollstein Andreas Ihle       |
| 2016    | Deutschland Max Rendschmidt Marcus Groß                | Serbien Marko Tomićević Milenko Zorić          | Australien Ken Wallace Lachlan Tame             |
| 2020    | Australien Jean van der Westhuyzen Thomas Green        | Deutschland Max Hoff Jacob Schopf              | Tschechien Josef Dostál Radek Šlouf             |

#### Zweier-Kajak 10.000 m
| Olympia | Gold                                      | Silber                                    | Bronze                               |
| ------- | ----------------------------------------- | ----------------------------------------- | ------------------------------------ |
| 1936    | Deutsches Reich Paul Wevers Ludwig Landen | Österreich Viktor Kalisch Karl Steinhuber | Schweden Tage Fahlborg Helge Larsson |
| 1948    | Schweden Gunnar Åkerlund Hans Wetterström | Norwegen Ivar Mathisen Knut Østby         | Finnland Ture Axelsson Nils Björklöf |
| 1952    | Finnland Kurt Wires Yrjö Hietanen         | Schweden Gunnar Åkerlund Hans Wetterström | Ungarn Ferenc Varga József Gurovits  |
| 1956    | Ungarn János Urányi László Fábián         | Deutschland Fritz Briel Theo Kleine       | Australien Dennis Green Walter Brown |

#### Zweier-Kajak (Faltboot) 10.000 m
| Olympia | Gold                                   | Silber                                   | Bronze                                        |
| ------- | -------------------------------------- | ---------------------------------------- | --------------------------------------------- |
| 1936    | Schweden Sven Johansson Erik Bladström | Deutsches Reich Willi Horn Erich Hanisch | Niederlande Pieter Wijdekop Cornelis Wijdekop |

#### Einer-Kajak 4 × 500 m
| Olympia | Gold                                                                    | Silber                                                           | Bronze                                                       |
| ------- | ----------------------------------------------------------------------- | ---------------------------------------------------------------- | ------------------------------------------------------------ |
| 1960    | Deutschland Dieter Krause Günter Perleberg Paul Lange Friedhelm Wentzke | Ungarn Imre Szöllősi Imre Kemecsey András Szente György Mészáros | Dänemark Erik Hansen Helmuth Nyborg Arne Høyer Erling Jessen |

#### Vierer-Kajak 1000 m
| Olympia | Gold                                                                                  | Silber                                                                            | Bronze                                                                        |
| ------- | ------------------------------------------------------------------------------------- | --------------------------------------------------------------------------------- | ----------------------------------------------------------------------------- |
| 1964    | Sowjetunion Mykola Tschuschykow Anatoli Grischin Wjatscheslaw Ionow Wolodymyr Morosow | Deutschland Günter Perleberg Bernhard Schulze Friedhelm Wentzke Holger Zander     | Rumänien Simion Cuciuc Atanasie Sciotnic Mihai Țurcaș Aurel Vernescu          |
| 1968    | Norwegen Steinar Amundsen Tore Berger Egil Søby Jan Johansen                          | Rumänien Anton Calenic Haralambie Ivanov Dimitrie Ivanov Mihai Țurcaș             | Ungarn Csaba Giczy Imre Szöllősi István Timár István Csizmadia                |
| 1972    | Sowjetunion Jurij Filatow Jurij Stezenko Wolodymyr Morosow Waleri Didenko             | Rumänien Aurel Vernescu Mihai Zafiu Roman Vartolomeu Atanasie Sciotnic            | Norwegen Egil Søby Steinar Amundsen Tore Berger Jan Johansen                  |
| 1976    | Sowjetunion Sergei Tschuchrai Alexander Degtjarjow Jurij Filatow Wolodymyr Morosow    | Spanien José María Esteban José Ramón López Herminio Menéndez Luis Gregorio Ramos | DDR Frank-Peter Bischof Bernd Duvigneau Rüdiger Helm Jürgen Lehnert           |
| 1980    | DDR Rüdiger Helm Bernd Olbricht Harald Marg Bernd Duvigneau                           | Rumänien Mihai Zafiu Vasile Dîba Ion Geantă Nicușor Eșanu                         | Bulgarien Borislaw Borissow Boschidar Milenkow Lasar Christow Iwan Manew      |
| 1984    | Neuseeland Grant Bramwell Ian Ferguson Paul MacDonald Alan Thompson                   | Schweden Per-Inge Bengtsson Tommy Karls Lars-Erik Moberg Thomas Ohlsson           | Frankreich François Barouh Philippe Boccara Pascal Boucherit Didier Vavasseur |
| 1988    | Ungarn Zsolt Gyulay Ferenc Csipes Sándor Hódosi Attila Ábrahám                        | Sowjetunion Oleksandr Motusenko Serhij Kirsanow Ihor Nahajew Wiktor Denissow      | DDR Kay Bluhm André Wohllebe Andreas Stähle Hans-Jörg Bliesener               |
| 1992    | Deutschland Mario von Appen Oliver Kegel Thomas Reineck André Wohllebe                | Ungarn Ferenc Csipes Zsolt Gyulay Attila Ábrahám László Fidel                     | Australien Ramon Andersson Kelvin Graham Ian Rowling Steve Wood               |
| 1996    | Deutschland Thomas Reineck Olaf Winter Detlef Hofmann Mark Zabel                      | Ungarn András Rajna Gábor Horváth Ferenc Csipes Attila Adrovicz                   | Russland Oleg Gorobi Sergei Werlin Georgi Zybulnikow Anatoli Tischtschenko    |
| 2000    | Ungarn Ákos Vereckei Gábor Horváth Zoltán Kammerer Botond Storcz                      | Deutschland Jan Schäfer Mark Zabel Björn Bach Stefan Ulm                          | Polen Grzegorz Kotowicz Adam Seroczyński Dariusz Białkowski Marek Witkowski   |
| 2004    | Ungarn Zoltán Kammerer Botond Storcz Ákos Vereckei Gábor Horváth                      | Deutschland Andreas Ihle Mark Zabel Björn Bach Stefan Ulm                         | Slowakei Richard Riszdorfer Michal Riszdorfer Erik Vlček Juraj Bača           |
| 2008    | Belarus Raman Petruschenka Aljaksej Abalmassau Artur Litwintschuk Wadsim Machneu      | Slowakei Richard Riszdorfer Michal Riszdorfer Erik Vlček Juraj Tarr               | Deutschland Lutz Altepost Norman Bröckl Torsten Eckbrett Björn Goldschmidt    |
| 2012    | Australien Jacob Clear David Smith Tate Smith Murray Stewart                          | Ungarn Zoltán Kammerer Tamás Kulifai Dániel Pauman Dávid Tóth                     | Tschechien Josef Dostál Daniel Havel Jan Štěrba Lukáš Trefil                  |
| 2016    | Deutschland Max Rendschmidt Tom Liebscher Max Hoff Marcus Groß                        | Slowakei Denis Myšák Erik Vlček Juraj Tarr Tibor Linka                            | Tschechien Daniel Havel Lukáš Trefil Josef Dostál Jan Štěrba                  |

#### Einer-Canadier 200 m
| Olympia | Gold           | Silber              | Bronze            |
| ------- | -------------- | ------------------- | ----------------- |
| 2012    | Jurij Tscheban | Iwan Schtyl         | Alfonso Benavides |
| 2016    | Jurij Tscheban | Valentin Demjanenko | Isaquias Queiroz  |

#### Einer-Canadier 500 m
| Olympia | Gold               | Silber                 | Bronze          |
| ------- | ------------------ | ---------------------- | --------------- |
| 1976    | Alexander Rogow    | John Wood              | Matija Ljubek   |
| 1980    | Serhij Postrjechin | Ljubomir Ljubenow      | Olaf Heukrodt   |
| 1984    | Larry Cain         | Henning Lynge Jakobsen | Costică Olaru   |
| 1988    | Olaf Heukrodt      | Michał Śliwiński       | Martin Marinow  |
| 1992    | Nikolaj Buchalow   | Michał Śliwiński       | Olaf Heukrodt   |
| 1996    | Martin Doktor      | Slavomír Kňazovický    | Imre Pulai      |
| 2000    | György Kolonics    | Maxim Opalew           | Andreas Dittmer |
| 2004    | Andreas Dittmer    | David Cal              | Maxim Opalew    |
| 2008    | Maxim Opalew       | David Cal              | Jurij Tscheban  |

#### Einer-Canadier 10.000 m
| Olympia | Gold            | Silber       | Bronze           |
| ------- | --------------- | ------------ | ---------------- |
| 1948    | František Čapek | Frank Havens | Norman Lane      |
| 1952    | Frank Havens    | Gábor Novák  | Alfréd Jindra    |
| 1956    | Leon Rotman     | János Parti  | Gennadi Bucharin |

#### Zweier-Canadier 1000 m
| Olympia | Gold                                                  | Silber                                                | Bronze                                        |
| ------- | ----------------------------------------------------- | ----------------------------------------------------- | --------------------------------------------- |
| 1936    | Tschechoslowakei Vladimír Syrovátka Jan Brzák-Felix   | Österreich Rupert Weinstabl Karl Proisl               | Kanada Frank Saker Harvey Charters            |
| 1948    | Tschechoslowakei Jan Brzák-Felix Bohumil Kudrna       | Vereinigte Staaten Steve Lysak Steve Macknowski       | Frankreich Georges Dransart Georges Gandil    |
| 1952    | Dänemark Peder Rasch Finn Haunstoft                   | Tschechoslowakei Jan Brzák-Felix Bohumil Kudrna       | BR Deutschland Egon Drews Wilfried Soltau     |
| 1956    | Rumänien Alexe Dumitru Simion Ismailciuc              | Sowjetunion Pawel Charin Grazian Botew                | Ungarn Károly Wieland Ferenc Mohácsi          |
| 1960    | Sowjetunion Leanid Hejschtar Serhij Makarenko         | Italien Aldo Dezi Francesco La Macchia                | Ungarn Imre Farkas András Törő                |
| 1964    | Sowjetunion Andrij Chimitsch Stepan Oschtschepkow     | Frankreich Jean Boudehen Michel Chapuis               | Dänemark Peer Norrbohm John Rungsted Sørensen |
| 1968    | Rumänien Ivan Patzaichin Serghei Covaliov             | Ungarn Tamás Wichmann Gyula Petrikovics               | Sowjetunion Naum Procupeț Michail Samotin     |
| 1972    | Sowjetunion Vladislovas Česiūnas Juri Lobanow         | Rumänien Ivan Patzaichin Serghei Covaliov             | Bulgarien Fedja Damjanow Iwan Burtschin       |
| 1976    | Sowjetunion Serhij Petrenko Alexander Winogradow      | Rumänien Gheorghe Danielov Gheorghe Simionov          | Ungarn Tamás Buday Oszkár Frey                |
| 1980    | Rumänien Ivan Patzaichin Toma Simionov                | DDR Olaf Heukrodt Uwe Madeja                          | Sowjetunion Wassyl Jurtschenko Juri Lobanow   |
| 1984    | Rumänien Ivan Patzaichin Toma Simionov                | Jugoslawien Matija Ljubek Mirko Nišović               | Frankreich Didier Hoyer Éric Renaud           |
| 1988    | Sowjetunion Victor Reneischi Nicolae Juravschi        | DDR Olaf Heukrodt Ingo Spelly                         | Polen Marek Dopierała Marek Łbik              |
| 1992    | Deutschland Ulrich Papke Ingo Spelly                  | Dänemark Christian Frederiksen Arne Nielsson          | Frankreich Didier Hoyer Olivier Boivin        |
| 1996    | Deutschland Gunar Kirchbach Andreas Dittmer           | Rumänien Marcel Glăvan Antonel Borșan                 | Ungarn György Kolonics Csaba Horváth          |
| 2000    | Rumänien Mitică Pricop Florin Popescu                 | Kuba Ibrahim Rojas Leobaldo Pereira                   | Deutschland Stefan Uteß Lars Kober            |
| 2004    | Deutschland Christian Gille Tomasz Wylenzek           | Russland Alexander Kostoglod Alexander Kowaljow       | Ungarn György Kozmann György Kolonics         |
| 2008    | Belarus Andrej Bahdanowitsch Aljaksandr Bahdanowitsch | Deutschland Christian Gille Tomasz Wylenzek           | Ungarn György Kozmann Tamás Kiss              |
| 2012    | Deutschland Peter Kretschmer Kurt Kuschela            | Belarus Andrej Bahdanowitsch Aljaksandr Bahdanowitsch | Russland Alexei Korowaschkow Ilja Perwuchin   |
| 2016    | Deutschland Sebastian Brendel Jan Vandrey             | Brasilien Isaquias Queiroz Erlon Silva                | Ukraine Dmytro Jantschuk Taras Mischtschuk    |
| 2020    | Kuba Serguey Torres Fernando Jorge                    | China Liu Hao Zheng Pengfei                           | Deutschland Sebastian Brendel Tim Hecker      |

#### Zweier-Canadier 10.000 m
| Olympia | Gold                                            | Silber                                    | Bronze                                     |
| ------- | ----------------------------------------------- | ----------------------------------------- | ------------------------------------------ |
| 1936    | Tschechoslowakei Václav Mottl Zdeněk Škrland    | Kanada Frank Saker Harvey Charters        | Österreich Rupert Weinstabl Karl Proisl    |
| 1948    | Vereinigte Staaten Steve Lysak Steve Macknowski | Tschechoslowakei Václav Havel Jiří Pecka  | Frankreich Georges Dransart Georges Gandil |
| 1952    | Frankreich Georges Turlier Jean Laudet          | Kanada Kenneth Lane Donald Hawgood        | BR Deutschland Egon Drews Wilfried Soltau  |
| 1956    | Sowjetunion Pawel Charin Grazian Botew          | Frankreich Georges Dransart Marcel Renaud | Ungarn Imre Farkas József Hunics           |

## Kanuslalom

### Aktuelle Disziplinen

#### Einer-Canadier
| Olympia | Gold                 | Silber           | Bronze             |
| ------- | -------------------- | ---------------- | ------------------ |
| 1972    | Reinhard Eiben       | Reinhold Kauder  | James McEwan       |
| 1992    | Lukáš Pollert        | Gareth Marriott  | Jacky Avril        |
| 1996    | Michal Martikán      | Lukáš Pollert    | Patrice Estanguet  |
| 2000    | Tony Estanguet       | Michal Martikán  | Juraj Minčík       |
| 2004    | Tony Estanguet       | Michal Martikán  | Stefan Pfannmöller |
| 2008    | Michal Martikán      | David Florence   | Robin Bell         |
| 2012    | Tony Estanguet       | Sideris Tasiadis | Michal Martikán    |
| 2016    | Denis Gargaud Chanut | Matej Beňuš      | Takuya Haneda      |
| 2020    | Benjamin Savšek      | Lukáš Rohan      | Sideris Tasiadis   |
| 2024    | Nicolas Gestin       | Adam Burgess     | Matej Beňuš        |

#### Einer-Kajak
| Olympia | Gold                | Silber            | Bronze             |
| ------- | ------------------- | ----------------- | ------------------ |
| 1972    | Siegbert Horn       | Norbert Sattler   | Harald Gimpel      |
| 1992    | Pierpaolo Ferrazzi  | Sylvain Curinier  | Jochen Lettmann    |
| 1996    | Oliver Fix          | Andraž Vehovar    | Thomas Becker      |
| 2000    | Thomas Schmidt      | Paul Ratcliffe    | Pierpaolo Ferrazzi |
| 2004    | Benoît Peschier     | Campbell Walsh    | Fabien Lefèvre     |
| 2008    | Alexander Grimm     | Fabien Lefèvre    | Benjamin Boukpeti  |
| 2012    | Daniele Molmenti    | Vavřinec Hradilek | Hannes Aigner      |
| 2016    | Joseph Clarke       | Peter Kauzer      | Jiří Prskavec      |
| 2020    | Jiří Prskavec       | Jakub Grigar      | Hannes Aigner      |
| 2024    | Giovanni De Gennaro | Titouan Castryck  | Pau Echaniz        |

#### Kajak-Cross
| Olympia | Gold         | Silber        | Bronze     |
| ------- | ------------ | ------------- | ---------- |
| 2024    | Finn Butcher | Joseph Clarke | Noah Hegge |

### Ehemalige Disziplinen

#### Zweier-Canadier
| Olympia | Gold                                            | Silber                                            | Bronze                                         |
| ------- | ----------------------------------------------- | ------------------------------------------------- | ---------------------------------------------- |
| 1972    | DDR Walter Hofmann Rolf-Dieter Amend            | BR Deutschland Hans-Otto Schumacher Wilhelm Baues | Frankreich Jean-Louis Olry Jean-Claude Olry    |
| 1992    | Vereinigte Staaten Joe Jacobi Scott Strausbaugh | Tschechoslowakei Jiří Rohan Miroslav Šimek        | Frankreich Franck Adisson Wilfrid Forgues      |
| 1996    | Frankreich Franck Adisson Wilfrid Forgues       | Tschechien Jiří Rohan Miroslav Šimek              | Deutschland André Ehrenberg Michael Senft      |
| 2000    | Slowakei Pavol Hochschorner Peter Hochschorner  | Polen Krzysztof Kołomański Michał Staniszewski    | Tschechien Marek Jiras Tomáš Máder             |
| 2004    | Slowakei Pavol Hochschorner Peter Hochschorner  | Deutschland Marcus Becker Stefan Henze            | Tschechien Jaroslav Volf Ondřej Štěpánek       |
| 2008    | Slowakei Pavol Hochschorner Peter Hochschorner  | Tschechien Jaroslav Volf Ondřej Štěpánek          | Russland Michail Kusnezow Dmitri Larionow      |
| 2012    | Großbritannien Timothy Baillie Etienne Stott    | Großbritannien David Florence Richard Hounslow    | Slowakei Pavol Hochschorner Peter Hochschorner |
| 2016    | Slowakei Ladislav Škantár Peter Škantár         | Großbritannien David Florence Richard Hounslow    | Frankreich Gauthier Klauss Matthieu Péché      |